# Aartsbisdom São Salvador da Bahia
Het aartsbisdom  São Salvador de Bahia (Latijn: Archidioecesis Sancti Salvatoris in Brasilia, Portugees: Arquidiocese de São Salvador da Bahia) is een rooms-katholiek aartsbisdom in Brazilië met zetel in Bahia. Het omvat de volgende suffragane bisdommen:
- Alagoinhas
- Amargosa
- Camaçari
- Cruz das Almas
- Eunápolis
- Ilhéus
- Itabuna
- Teixeira de Freitas-Caravelas

Het aartsbisdom telt 3,151 miljoen inwoners, waarvan 46,8% rooms-katholiek is (cijfers 2020), verspreid over 101 parochies. De aartsbisschop van São Salvador da Bahia is primaat van Brazilië. De huidige aartsbisschop is Sérgio da Rocha. 

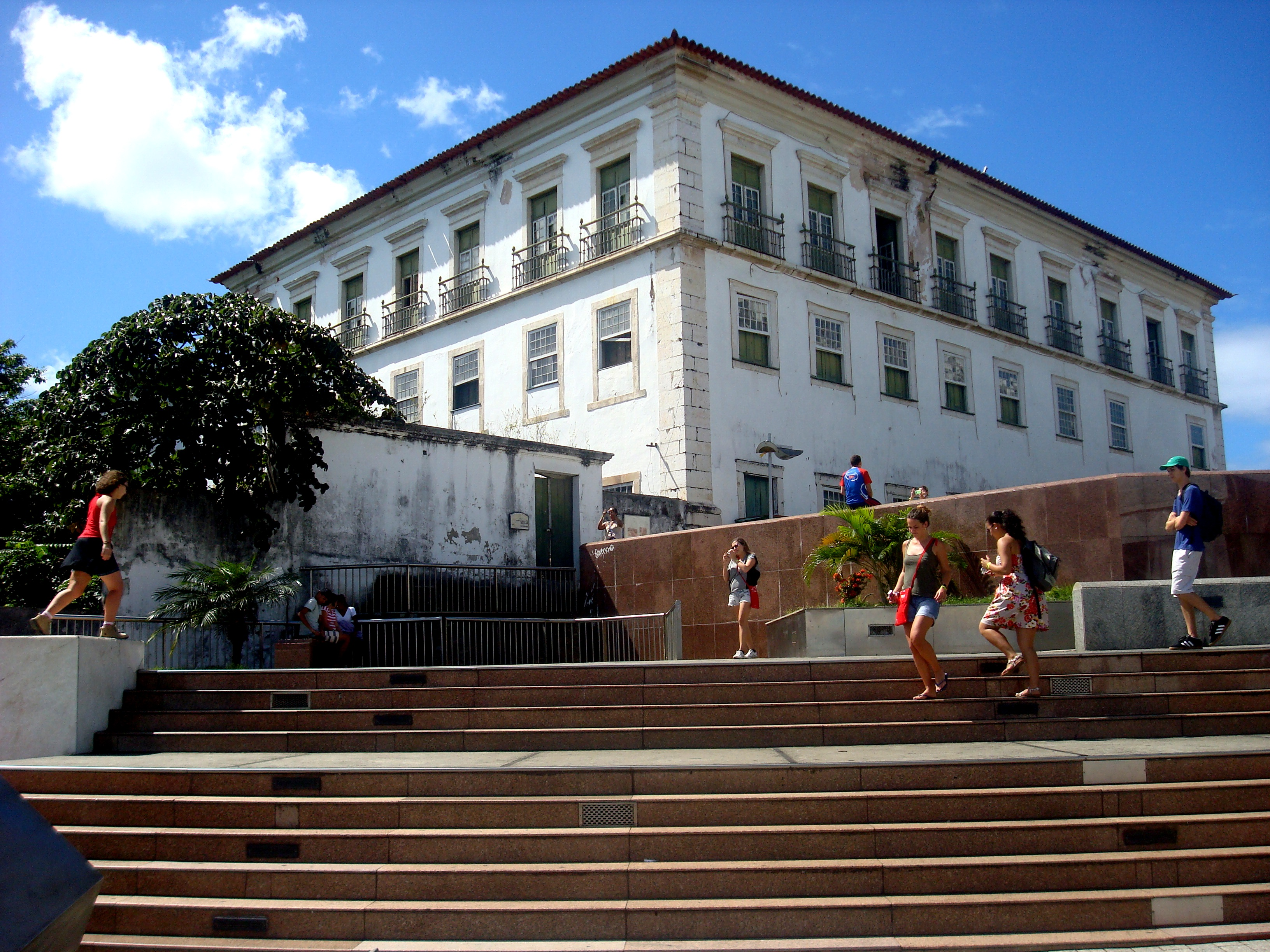
Aartsbisschoppelijk paleis in Salvador de Bahia

## Geschiedenis
Het bisdom São Salvador de Bahia werd in 1551, als eerste bisdom in Brazil, opgericht en in 1676 verheven tot aartsbisdom. Het bisdom verloor diverse malen stukken grondgebied bij de oprichting van de territoriale prelatuur São Sebastião do Rio de Janeiro (1575) en de bisdommen Aracajú (1910), Barra do Rio Grande (1913), Caetité (1913), Ilhéus (1913), Bonfim (1933), Amargosan (1941), Ruy Barbosa (1959), Feira de Santana (1962), Alaghoinas (1974), Camaçari (2010), en Cruz das Almas (2017).

## Bisschoppen

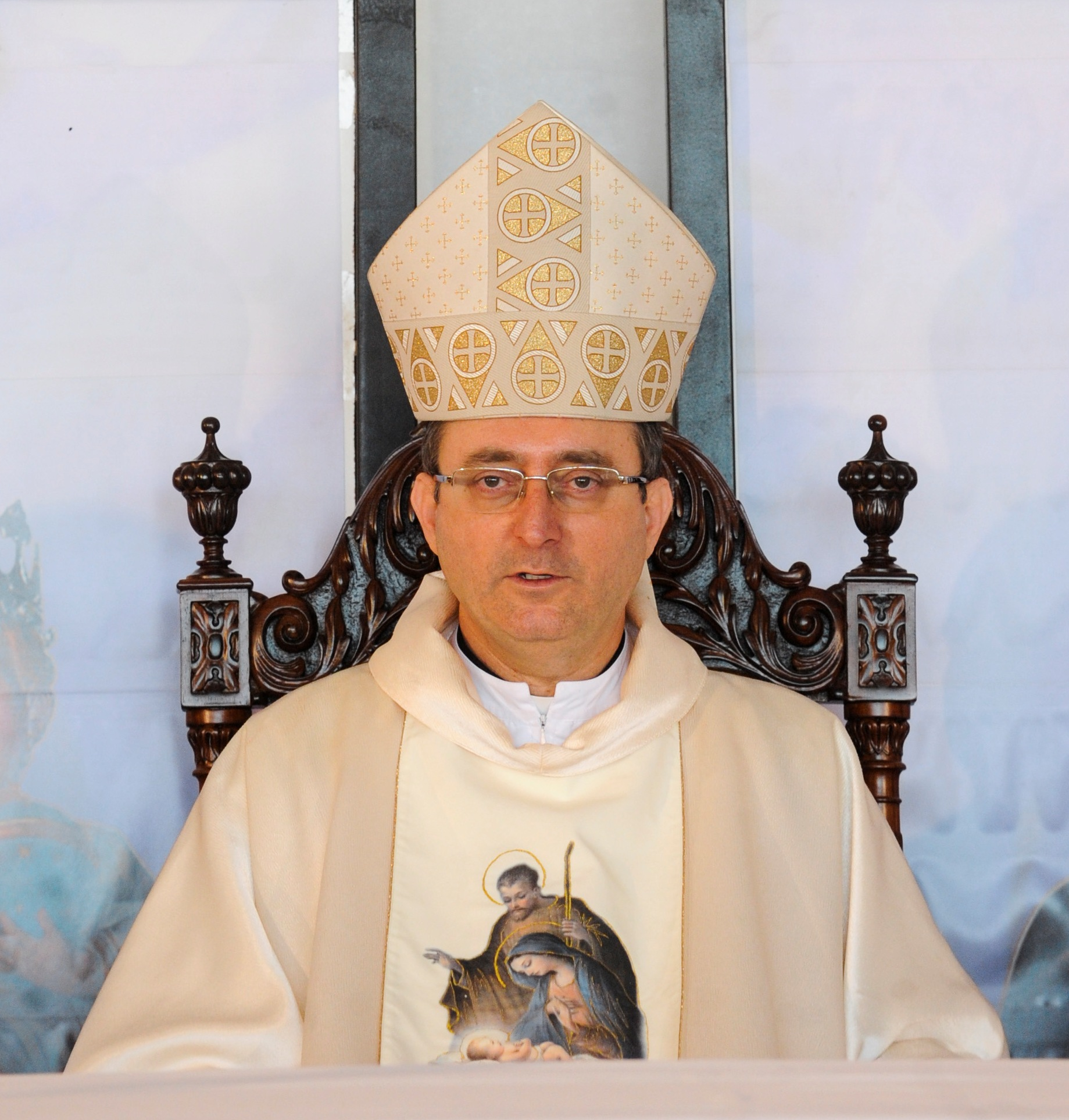
Kardinaal Sérgio da Rocha

- 1551-1556: Pedro Fernandes Sardinha
- 1558-1573: Pedro Leitão
- 1575-1600: Antônio Barreiros
- 1602-1618: Constantino Barradas
- 1621-1624: Marcos Teixeira de Mendonça
- 1627-1630: Miguel Pereira
- 1632-1649: Pedro da Silva Sampaio
- 1669-1672: Estevão dos Santos Carneiro de Moraes
- 1672: Constantino Sampaio
- 1672: Estevão dos Santos Carneiro de Moraes
- 1676-1681: Gaspar Barata de Mendonça
- 1682-1686: João da Madre de Deus Araújo
- 1687-1691: Manoel da Ressurreição
- 1692-1701: João Franco de Oliveira
- 1701-1722: Sebastião Monteiro da Vida
- 1725-1735: Ludovico Alvares de Figueiredo
- 1738-1741: José de Fialho
- 1741-1759: José Botelho de Matos
- 1770-1771: Manoel de Santa Ines Ferreira
- 1773-1778: Joaquim Borges de Figueroa
- 1778-1779: Antônio de São José Moura Marinho
- 1779-1802: Antônio Corrêa
- 1804-1814: José de Santa Escolástica Álvares (Alves) Pereira
- 1815-1816: Francisco de São Damazo Abreu Vieira
- 1820-1823: Vicente da Soledade e Castro
- 1827-1860: Romualdo Antônio de Seixas Barroso
- 1861-1874: Manoel Joaquim da Silveira
- 1876-1879: Joaquim Gonçalves de Azevedo
- 1881-1890: Luiz Antônio dos Santos
- 1890-1891: Antônio de Macedo Costa
- 1893-1924: Jerónimo Thomé da Silva
- 1924-1968: Augusto Álvaro da Silva
- 1968-1971: Eugênio de Araújo Sales
- 1971-1986: Avelar Brandão Vilela
- 1987-1998: Lucas (Luiz) Moreira Neves
- 1999-2011: Geraldo Majella Agnelo
- 2011-2020: Murilo Sebastião Ramos Krieger
- 2020-heden: Sérgio da Rocha